# Jacana menuda
La jacana menuda (Microparra capensis) és una espècie d'ocell de la família dels jacànids (Jacanidae) i única espècie del gènere Microparra. Habita llacs i pantans amb vegetació flotant localment, a molts indrets de l'Àfrica Subsahariana.